# Ghiacciaio Spiess
Il ghiacciaio Spiess (in inglese Spiess Glacier) è un ghiacciaio lungo circa 15 km situato sulla costa di Black, nella parte orientale della Terra di Palmer, in Antartide. Il ghiacciaio, il cui punto più alto si trova circa 550 m s.l.m., è situato in particolare sulla penisola Merz e fluisce verso nord, nella parte orientale del monti Wilson fino a entrare in una piccola baia a est del massiccio Hjort, lungo la costa meridionale dell'insenatura di Hilton, andando così ad alimentare la piattaforma glaciale Larsen D.

## Storia
Il ghiacciaio Spiess fu mappato dallo United States Geological Survey grazie a fotografie aeree scattate dalla marina militare statunitense tra il 1966 e il 1967; nel 1977 fu poi così battezzato dal Comitato britannico per i toponimi antartici in onore del capitano Fritz A. Spiess (1881-1959) della marina militare tedesca, comandante e responsabile scientifico della spedizione tedesca del Meteor, 1925-27, dopo la morte del professor Alfred Merz.